# Елі Дершвіц
Елі Дершвіц (англ. Eli Dershwitz, нар. 23 вересня 1995) — американський фехтувальник на шаблях, призер чемпіонату світу.

## Біографія
Почав займатися фехтуванням у віці дев'яти років, під керівництвом Зорана Тулума, який потім був головним тренером человічої шабельної команди США на Олімпійських іграх 2016 року.
У 2016 році, будучи у топ-14 шаблістів, зумів пройти кваліфікацію на Олімпійські ігри, однак там виступив невдало, поступившись у першому бою бельгійцю Сеппе Ван Хольсбеке.
У 2018 році виграв свою першу індивідуальну медаль на чемпіонатах світу, ставши другим, після чого очолив світовий рейтинг FIE. На шляху до цього результату він переміг Дмитра Пундика, Ян Янгхуя,Бенедикта Вагнера, Арона Сіладьї, Кім Джун Хо, а у фіналі поступився корейцю Кім Джон Хвану.

## Виступи на Олімпіадах
| Олімпіада           | Дисципліна          | Місце |
| ------------------- | ------------------- | ----- |
| Ріо-де-Жанейро 2016 | індивідуальна шабля | 19    |
| Токіо 2020          | індивідуальна шабля | 9     |
| Токіо 2020          | командна шабля      | 8     |
| Париж 2024          | індивідуальна шабля | 17    |
| Париж 2024          | командна шабля      | 8     |